# Charles McPherson (musicista)
Charles McPherson (Joplin, 24 luglio 1939) è un sassofonista statunitense.

## Discografia parziale
- Bebop Revisited! (Prestige, 1965)
- Con Alma! (Prestige, 1965)
- The Quintet/Live! (Prestige, 1967)
- From This Moment On! (Prestige, 1968)
- Horizons (Prestige, 1969)
- McPherson's Mood (Prestige, 1969)
- Charles McPherson (Mainstream, 1971)
- Siku Ya Bibi (Day of the Lady) (Mainstream, 1972)
- Today's Man (Mainstream, 1973)
- Beautiful! (Xanadu, 1975)
- Live in Tokyo (Xanadu, 1976)
- New Horizons (Xanadu, 1978)
- Free Bop! (Xanadu, 1979)
- The Prophet (Discovery, 1983)
- Follow the Bouncing Ball (Discovery, 1989)
- Illusions in Blue (Chazz Jazz, 1990)
- First Flight Out (Arabesque, 1994)
- Come Play with Me (Arabesque, 1995)
- Live at Vartan Jazz (Vartan, 1997)
- Manhattan Nocturne (Arabesque, 1998)
- But Beautiful (Venus, 2004)
- Charles McPherson with Strings (Clarion, 2005)
- The Journey (Capri Records, 2015)
- Jazz Dance Suites (Chazz Mack, 2020)